# West Pensacola
West Pensacola is een plaats (census-designated place) in de Amerikaanse staat Florida, en valt bestuurlijk gezien onder Escambia County.

## Demografie
Bij de volkstelling in 2000 werd het aantal inwoners vastgesteld op 21.939.

## Geografie
Volgens het United States Census Bureau beslaat de plaats een oppervlakte van
19,3 km², waarvan 19,1 km² land en 0,2 km² water. West Pensacola ligt op ongeveer 32 m boven zeeniveau.

## Plaatsen in de nabije omgeving
De onderstaande figuur toont nabijgelegen plaatsen in een straal van 8 km rond West Pensacola.